# Cladotanytarsus
Cladotanytarsus is een muggengeslacht uit de familie van de Dansmuggen (Chironomidae).

## Soorten
- C. aeiparthenus Bilyj, 1989
- C. amandus Hirvenoja, 1962
- C. atridorsum Kieffer, 1924
- C. bicornutus Kieffer, 1922
- C. conversus (Johannsen, 1932)
- C. cruscula (Saether, 1971)
- C. cyrylae Gilka, 2001
- C. daviesi Bilyj, 1989
- C. difficilis Brundin, 1947
- C. dispersopilosus (Goetghebuer, 1935)
- C. donmcbeani Langton & McBean, 2011
- C. elaensis Bilyj, 1989
- C. fusiformis Bilyj, 1989
- C. gedanicus Gilka, 2001
- C. iucundus Hirvenoja, 1962
- C. lepidocalcar Krueger, 1938
- C. mancus (Walker, 1856)
- C. matthei Gilka, 2001
- C. molestus Hirvenoja, 1962

- C. muricatus Bilyj, 1989
- C. nigrovittatus (Goetghebuer, 1922)
- C. pallidus Kieffer, 1922
- C. pinnaticornis Bilyj, 1989
- C. pseudomancus (Goetghebuer, 1934)
- C. teres Hirvenoja, 1962
- C. tribelus Bilyj, 1989
- C. vanderwulpi (Edwards, 1929)
- C. viridiventris (Malloch, 1915)